# Phillip Gariseb
Phillip Gariseb (ur. 6 września 1973 w Otjiwarongo) – namibijski piłkarz grający na pozycji pomocnika.

## Kariera klubowa
W swojej karierze piłkarskiej Gariseb grał w rodzimych klubach Black Marocco Chiefs FC, African Stars FC i United Africa Tigers oraz w niemieckim klubie FC Penzberg.

## Kariera reprezentacyjna
W 1998 roku Gariseb został powołany do reprezentacji Namibii na Puchar Narodów Afryki 1998. Rozegrał na nim trzy spotkania: z Wybrzeżem Kości Słoniowej (3:4), z Angolą (3:3) i z Republiką Południowej Afryki (1:4). Od 1995 do 1999 rozegrał w kadrze narodowej 18 meczów.